# Léguevin
Léguevin (em occitano:  Legavin) é uma comuna francesa na região administrativa da Occitânia, no departamento do Alto Garona. Estende-se por uma área de 24.45 km², com 9.328 habitantes, segundo o censo de 2018, com uma densidade de 380 hab/km².